# Nektarzyk oliwkowy
Nektarzyk oliwkowy (Deleornis fraseri) – gatunek małego ptaka z rodziny nektarników (Nectariniidae), występujący w Afryce Subsaharyjskiej. Według IUCN nie jest zagrożony wyginięciem.

## Zasięg występowania
Nektarzyk oliwkowy występuje w zachodniej i środkowej Afryce, zamieszkując w zależności od podgatunku:
- D. fraseri idius – Sierra Leone do Togo.
- D. fraseri cameroonensis – południowa Nigeria do zachodniej Demokratycznej Republiki Konga i północno-zachodnia Angola.
- D. fraseri fraseri – Bioko.

## Taksonomia
Gatunek po raz pierwszy naukowo opisali w 1843 roku brytyjscy ornitolodzy William Jardine i Prideaux John Selby, nadając mu nazwę Anthreptes fraseri. Jako miejsce typowe odłowu holotypu autorzy wskazali wyspę Fernando Po (obecnie Bioko). W 1977 roku niemiecki ornitolog Hans Edmund Wolters uczynił go gatunkiem typowym nowego rodzaju Deleornis. Drugi gatunek zaliczany do tego rodzaju – nektarzyk szarogłowy (Deleornis axillaris) – bywał niekiedy uznawany za podgatunek nektarzyka oliwkowego. Autorzy IOC World Bird List rozpoznają trzy podgatunki D. fraseri.

### Etymologia
- Deleornis: w mitologii greckiej Dele lub Delius było przydomkiem Apolla (znanego też jako Phoebus), syna Zeusa i Leto; gr. ορνις ornis, ορνιθος ornithos „ptak”[12].
- fraseri: Louis Fraser (?1819–?1883), angielski zoolog, kustosz muzeum Zoological Society of London w latach 1832–1846, kustosz Knowsley Collection w latach 1848–1851, wicekonsul w Dahomeju w latach 1851–1853, kolekcjoner z Nigerii w latach 1841–1842, Ekwadoru z roku 1857, Kalifornii z roku 1860 oraz Florydy z roku 1883[12].
- idius: gr. ιδιος idios „odrębny, osobliwy”[12].
- cameroonensis: Kamerun, Afryka Zachodnia (Rio dos Camerões, „rzeka krewetek”, nazwa nadana rzece Wouri przez portugalskiego odkrywcę Fernão do Pó w 1492 roku)[12].

## Morfologia
Długość ciała 11,5–12,7 cm; masa ciała 10,5–15,3 g.

## Status
Międzynarodowa Unia Ochrony Przyrody (IUCN) uznaje nektarzyka oliwkowego za gatunek najmniejszej troski (LC – Least Concern). Liczebność populacji nie została oszacowana, ale ptak ten opisywany jest jako pospolity w lasach Liberii i lokalnie pospolity w pozostałej części zasięgu. Globalny trend liczebności populacji uznawany jest za spadkowy ze względu na niszczenie siedlisk.